# Kanton Arras-Nord
Der Kanton Arras-Nord war bis 2015 ein französischer Kanton im Arrondissement Arras, im Département Pas-de-Calais und in der Region Nord-Pas-de-Calais. Sein Hauptort war Arras. Vertreter im Generalrat des Départements war zuletzt von 2011 bis 2015 Nicolas Desfachelle (PS).

## Gemeinden
Der Kanton bestand aus drei Gemeinden und dem nördlichen Teil der Stadt Arras (angegeben ist hier die Gesamteinwohnerzahl, im Kanton lebten etwa 7.800 Einwohner):
| Gemeinde             | Einwohner Jahr | Fläche km² | Bevölkerungsdichte | Code INSEE | Postleitzahl |
| -------------------- | -------------- | ---------- | ------------------ | ---------- | ------------ |
| Arras                | 40.830 (2013)  | –          | – Einw./km²        | 62041      | 62000        |
| Athies               | 986 (2013)     | 4,34       | 227 Einw./km²      | 62042      | 62223        |
| Saint-Laurent-Blangy | 6.637 (2013)   | 9,83       | 675 Einw./km²      | 62753      | 62223        |
| Saint-Nicolas        | 4.634 (2013)   | 3,19       | 1453 Einw./km²     | 62764      | 62223        |